# 南岗村站
南岗村站是一个陇海线上的铁路车站，位于河南省洛阳市新安县铁门镇庙头村，建于1989年，目前为四等站，邮政编码为471801。目前不办理客运营业；货运：仅办理专用铁道整车货物发到。